# Menhirs de Bayo
Les menhirs de Bayo sont situés à Ploeuc-sur-Lie dans le département français des Côtes-d'Armor.

## Description
Le premier menhir, appelée La Roche-Bayo, mesure 6,30 m de hauteur (côté route) pour 2,55 m de largeur et 2,25 m d'épaisseur. Il est en granite, de forme arrondie. Il serait enfoncé dans le sol de 3 m à 4 m. Lors d'une fouille, à la fin du XIXe siècle, des charbons de bois et des pierres de calage furent retrouvés au pied du menhir.
Un second menhir renversé est situé à 100 m à l'est du premier, dans un talus (6,30 m de longueur pour 2,50 m de largeur et 1,40 m.